# Cijambu (Tanjungsari)
Cijambu is een bestuurslaag in het regentschap Sumedang van de provincie West-Java, Indonesië. Cijambu telt 3783 inwoners (volkstelling 2010).